# Adrenochrom

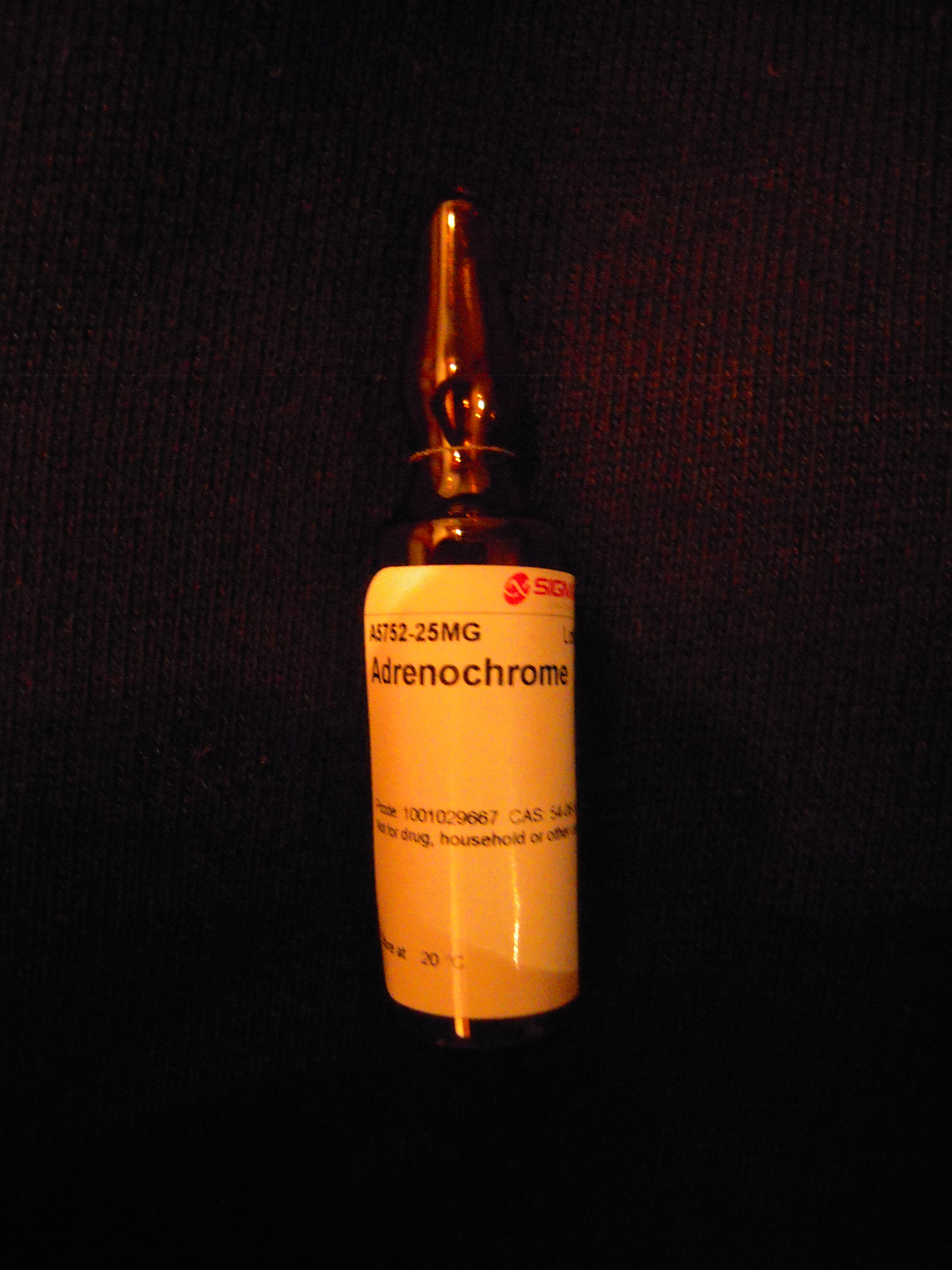
Ampule s adrenochromem

Adrenochrom je chemická sloučenina produkovaná oxidací adrenalinu. Byl předmětem omezeného výzkumu od 50. do 70. let 20. století jako potenciální příčina schizofrenie. I když nemá žádné současné lékařské využití, související derivát, karbazochrom, je hemostatický lék.
Přípona ‑chrom v názvu sloučeniny pochází z řeckého chróma, „barva“, protože čistý adrenochrom je temně fialový. Název není odvozen od názvu prvku chrom, se kterým sdílí jen etymologický původ.

## Vpopulární kultuře
- Aldous Huxley ve své knize The Doors of Perception z roku 1954 zmínil objev a údajné účinky adrenochromu, který přirovnal k příznakům intoxikace meskalinem, ačkoli jej nikdy nekonzumoval.[1]
- Anthony Burgess zmiňuje adrenochrome jako „drencrom“ na začátku svého románu Mechanický pomeranč z roku 1962.[1]
- Hunter S. Thompson zmínil adrenochrom ve své knize Strach a hnus v Las Vegas z roku 1971. Toto je pravděpodobný původ současných mýtů o této sloučenině, protože jedna z postav říká: „Tyto věci mají jen jeden zdroj ... adrenalinové žlázy z živého lidského těla. Není dobré, když to dostanete z mrtvoly.“ Scéna s adrenochromem se objevuje také ve filmové adaptaci románu.[1] V komentáři na DVD režisér Terry Gilliam přiznává, že jeho a Thompsonovo ztvárnění je fiktivní nadsázka. Gilliam trvá na tom, že droga je zcela smyšlená a zdá se, že si není vědom existence látky se stejným názvem.
- Adrenochrom je předmětem několika krajně pravicových konspiračních teorií, jako jsou QAnon a Pizzagate,[2][3] s pomocí chemikálií, které tyto teorie hrají podobnou roli jako dřívější příběhy o krevní mstě a satanských rituálech. Konspirační teorie běžně uvádějí, že kabala satanistů znásilňuje a vraždí děti a „sbírá“ adrenochrom z krve svých obětí jako drogu[4] nebo jako elixír mládí.[5] Ve skutečnosti je adrenochrom syntetizován biotechnologickými společnostmi pouze pro výzkumné účely a nemá žádné lékařské využití.[6][7][8]